# Apoll mit den Stunden
Apoll mit den Stunden ist ein Gemälde des romantischen Malers Georg Friedrich Kersting, das dieser 1822 vermutlich in Meißen schuf.
Das Gemälde misst 96 × 69 cm und ist mit Ölfarben auf Leinwand gemalt.

## Entstehung
Das Gemälde entstand zum Beginn von Kerstings Meißner Zeit. Damals lebte er als Malervorsteher der Meißner Porzellanmanufaktur mit einem Jahresgehalt von 400 Reichstalern und 200 Talern Tantiemen erstmals in wirtschaftlich gesicherten Umständen. Kersting war bereits 1809, damals eben 24 Jahre alt, in die Freimaurerloge Phoebus Apoll in Güstrow als „Lehrling“ aufgenommen worden. Inzwischen war er zum „Meister“ erhoben worden und fand es an der Zeit, für die ihm erwiesene Freundschaft durch ein Gemälde zu danken, dass die spezifische Symbolik der Loge zum Inhalt haben sollte.
Es lag nahe Phoebus Apoll, die Verbindung Apollons, des Gottes der Weissagung und der Dichtung mit Helios, dem Sonnengott, als Sujet zu wählen, da die Loge dem Gott geweiht und nach ihm benannt ist und auch das Siegel der Loge Phoebus Apoll auf dem Sonnenwagen zeigt.

## Beschreibung

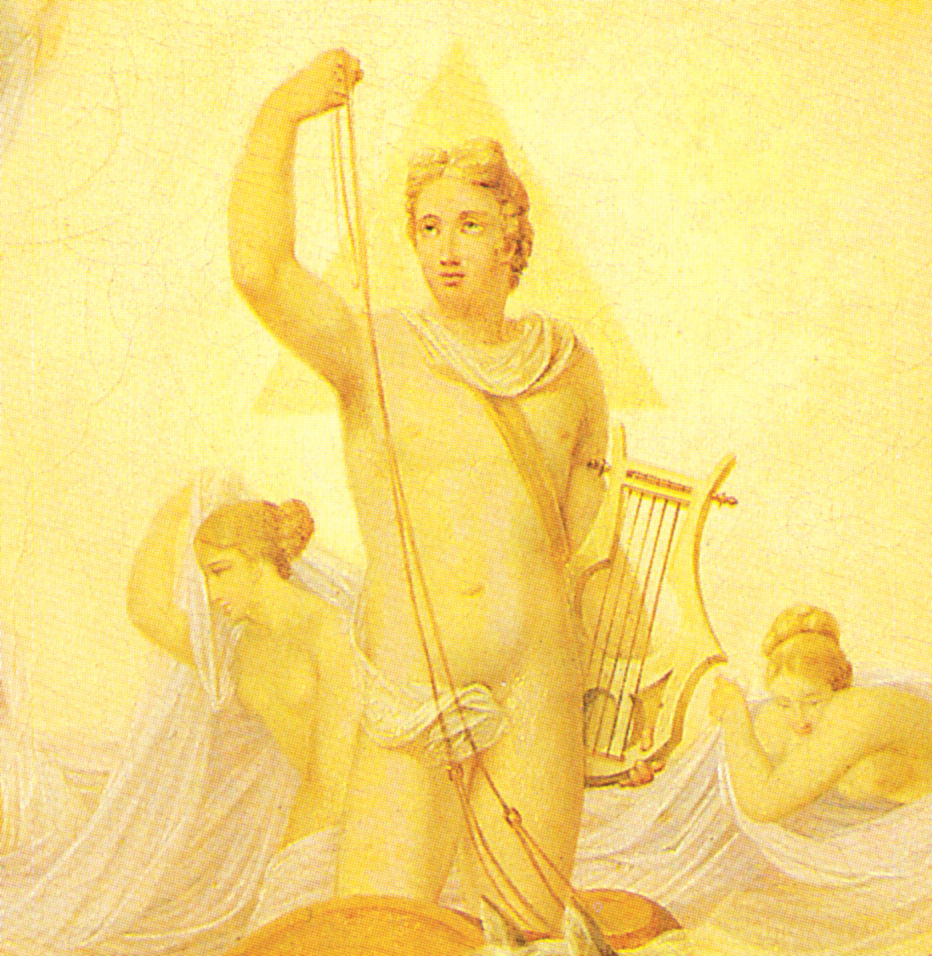
Apoll lenkt den Sonnenwagen.

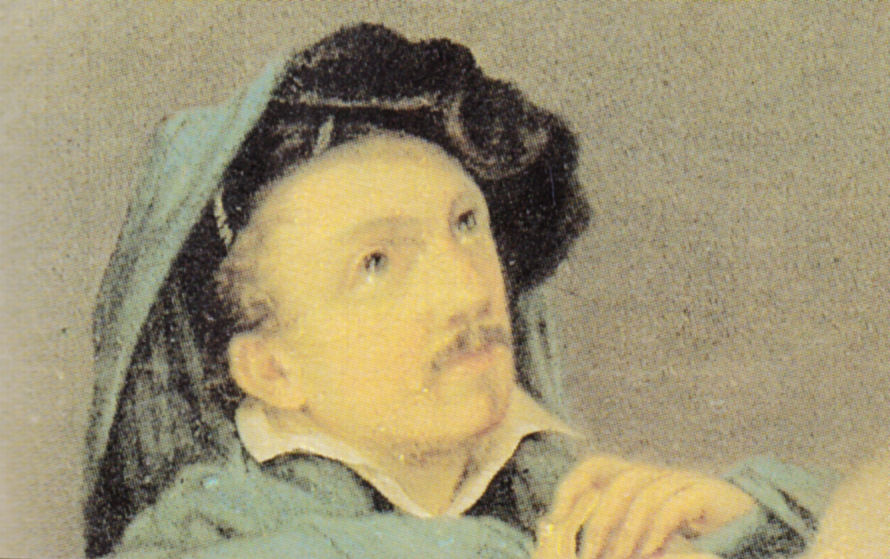
Selbstbildnis Kerstings als Freimaurer

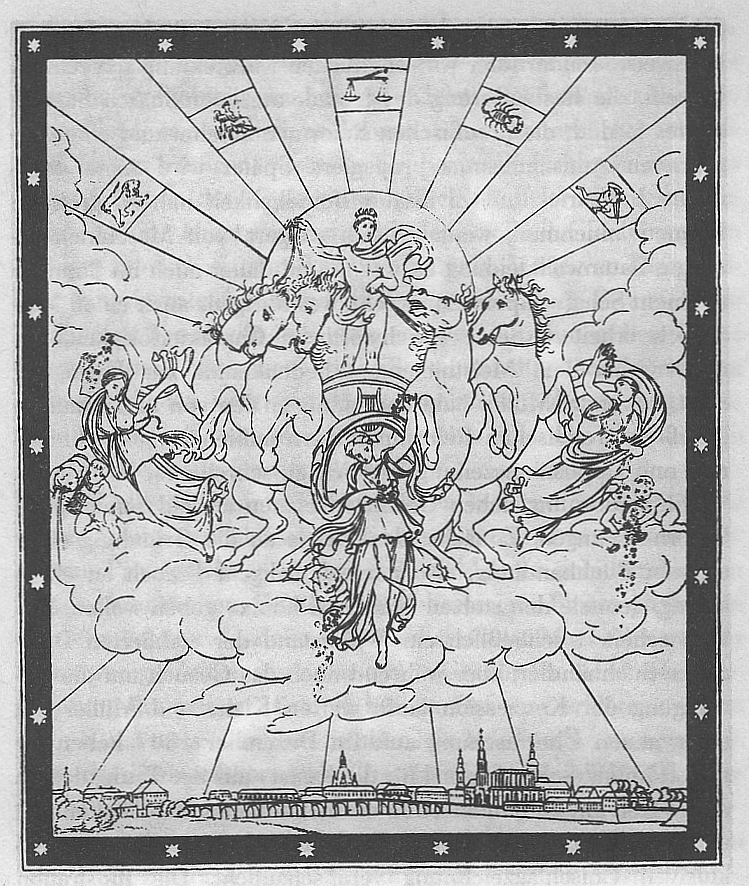
„Phöbus über Dresden“ (Holzschnitt von Ferdinand Hartmann)

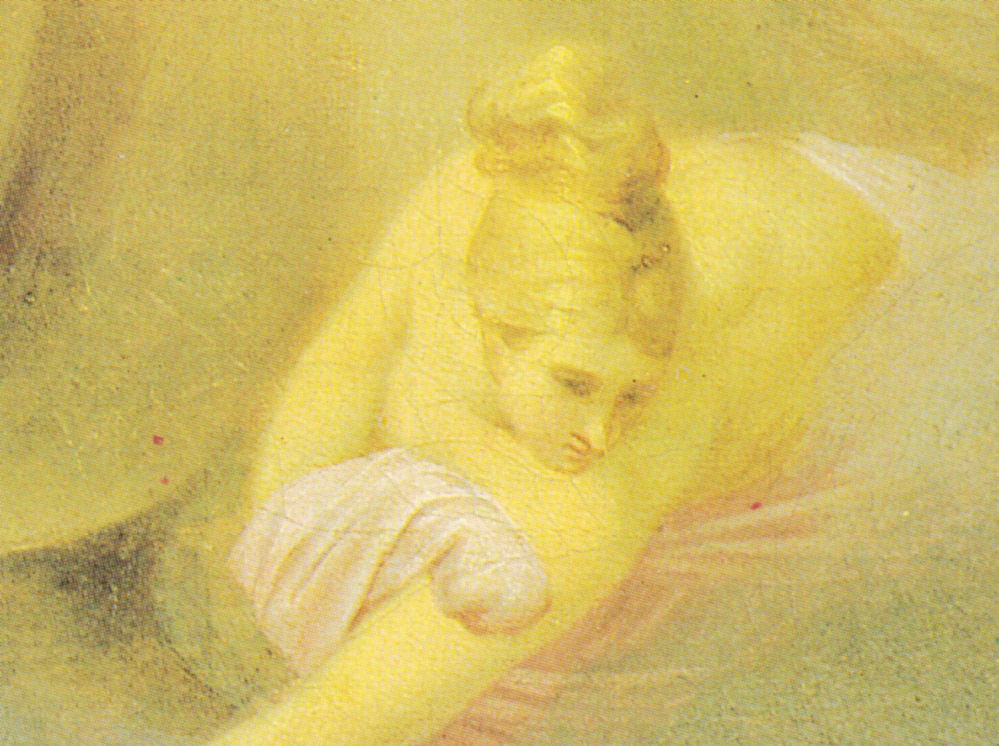
Eine der Horen richtet den Blick zur Erde.

Das Bild ist geteilt in zwei Bereiche: ein unteres, düsteres Drittel, entsprechend der irdischen Welt, und einen oberen, lichten Teil, der beherrscht wird von der zentralen Gestalt des Gottes, der in der Linken die Lyra hält, das Attribut Apollons als Gott des dichterischen Gesanges, und mit der erhobenen Rechten mit leichter Hand die Zügel des Sonnenwagens führt, der als Attribut dem Gott Helios entspricht. Der Sonnenwagen wird gezogen von vier feurigen Rossen, ist also eine Quadriga, wobei die Farben der Pferde von rechts nach links dunkler werden.
Hinter dem Gott ist ein Glorienschein in Form eines Dreiecks, was auf die symbolische Darstellung des Weltbaumeisters (zum Beispiel im Auge der Vorsehung) bei den Freimaurern verweist, d. h. Apoll verkörpert hier den Weltschöpfer und den Logos. Das Dreieck ist aber eigentlich nur die Spitze eines großen, durch Lichtstrahlen gebildeten gleichschenkligen Dreiecks, dessen Seiten vom Kopf des Gottes zu den linken und rechten unteren Bildecken verlaufen. Ein weiterer Strahl fällt senkrecht hinab in die irdische Welt der Düsternis und trifft dort auf eine Gestalt, die den Blick empor zu dem Gott richtet. Friedrich Piper schreibt:
Wer ist dieser Mann? Ich erkenne ihn nicht, sowohl an der blauen Farbe seines Mantels, als an seinem Streben, die Wolken zu teilen, und seinem Aufblick nach oben, es ist ein Freimaurer, der Freimaurer überhaupt, und damit wir umso weniger die Deutung verfehlen möchten, auch Ziel der Widmung der Kunst …
Tatsächlich handelt es sich bei der Gestalt im Kapuzenmantel um ein Selbstbildnis Kerstings.
Die Gestalt des Gottes wird umrahmt von dem Reigen der 12 Horen, die zusammen mit dem Sonnenwagen eine S-Form bilden. Die Horen symbolisieren die 12 Stunden des Tages bzw. die 12 Monate des Jahres, also den Verlauf der Zeit überhaupt. Zusammen mit der von Hell (Tag) zu Dunkel (Nacht) wechselnden Farbe der Pferde, wird das Thema des Verstreichens der Zeit also verstärkt betont, wobei das Verstreichen der Zeit in der Freimaurerei nicht wie im Christentum lediglich mit Vergänglichkeit assoziiert wird, sondern vielmehr positiv aufgefasst als die Möglichkeit des nützlichen Wirkens.
Dass der von Ferdinand Hartmann für Heinrich von Kleists ab 1808 erscheinende Zeitschrift Phöbus – Ein Journal für die Kunst geschaffene Titelholzschnitt „Phöbus über Dresden“, auf der ebenfalls Phöbus als Lenker des Sonnenwagens umrahmt von Zeitsymbolen (hier den Tierkreiszeichen) und am unteren Bildrand die irdische Welt (hier das Dresdener Weichbild) zu sehen ist, auf Kersting als Anregung gewirkt hat, wird von Hannelore Gärtner zwar für möglich gehalten, letztlich aber abgelehnt.